# Heliga Treenighetens kyrka, Vlaški Do
Heliga Treenighetens kyrka (serbisk kyrilliska: Црква Свете Тројице; latinska: Crkva Svete Trojice) är en serbisk-ortodox kyrkobyggnad belägen i byn Vlaški Do, i kommunen Žabari, i den statistiska regionen Södra och östra Serbien, i Serbien.
Kyrkan är helgad åt Treenigheten och tillhör Braničevos stift.

## Bilder

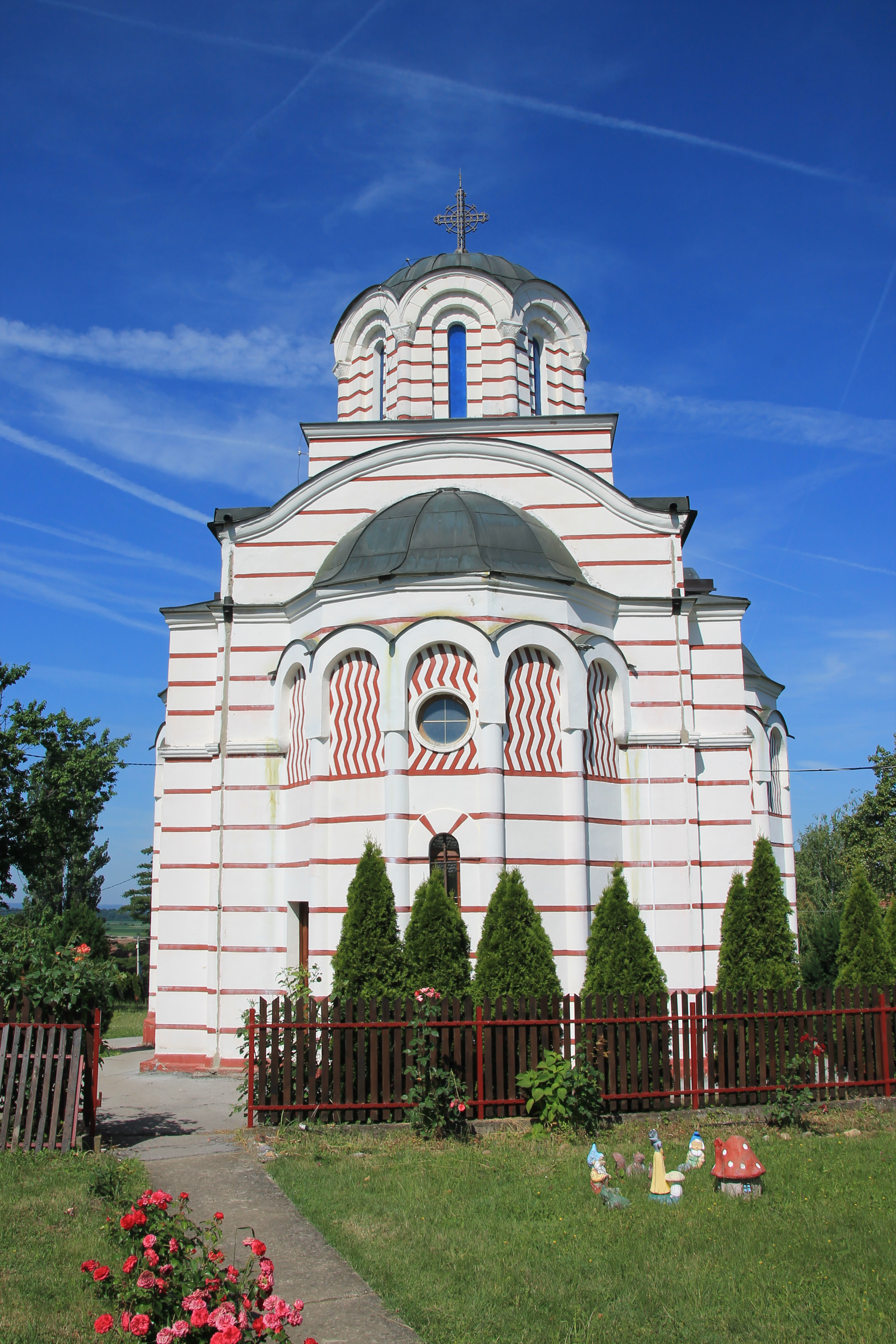
Baksidan och absiden.
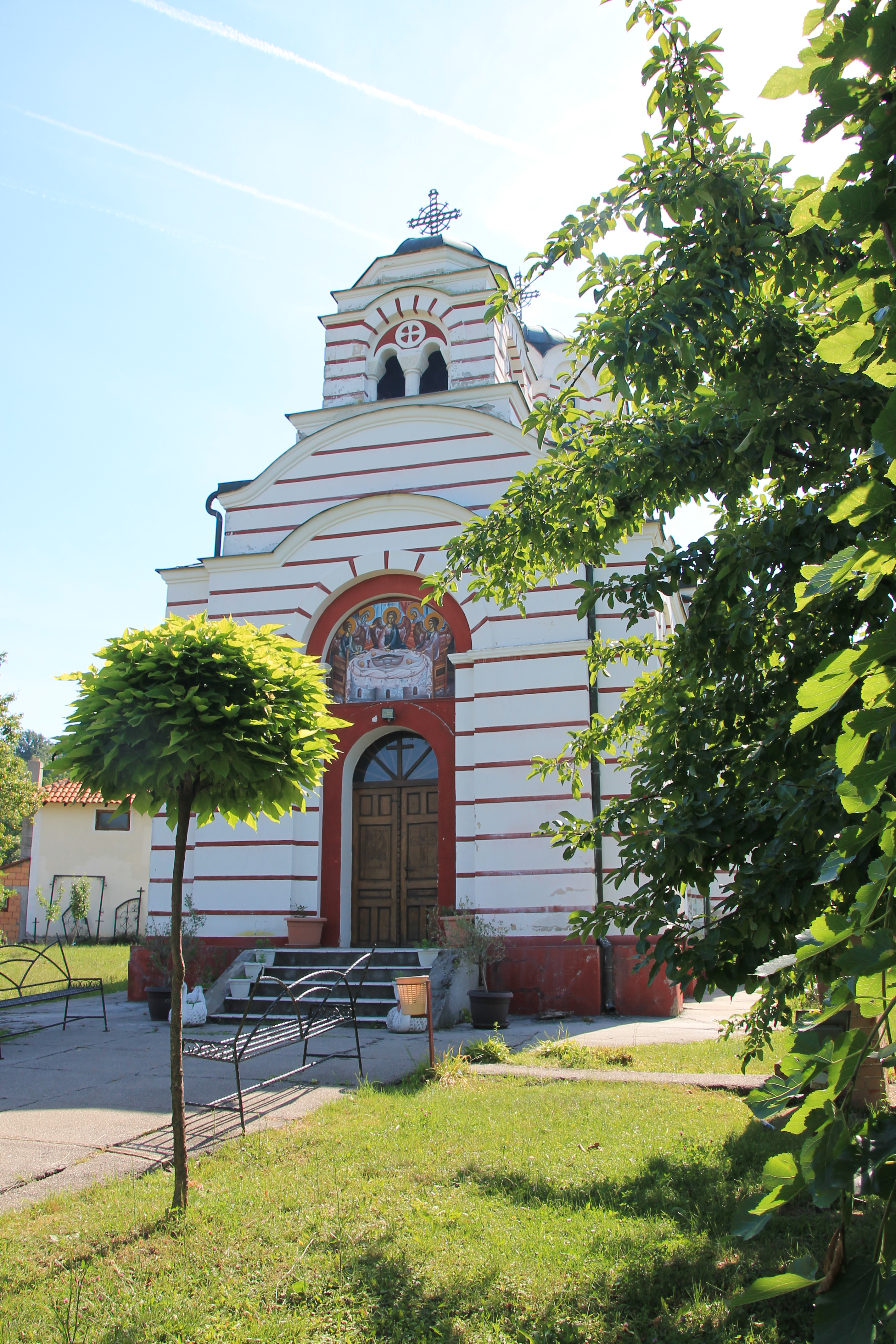
Entrén.